# Chlorogaster dipterocarpi
Chlorogaster là một chi nấm thuộc họ Sclerodermataceae. Là một chi đơn loài, nó chứa loài duy nhất Chlorogaster dipterocarpi.